# 絕對純白魔法少女
《絕對純白魔法少女》（日語：絶対純白♡魔法少女）最初是由RAITA創作的網路同人連載漫畫《絕對少女》（絶対少女）系列的衍生作，採用成人風格的魔法少女題材；2012年起成為多媒體企劃，推出了一支6分鐘的OVA動畫、廣播劇和周邊商品，其中以Native發行的PVC人偶最為知名。動畫藍光光碟2012年8月在Comic Market 82展場上販售。2020年發行廣播劇CD。

## 劇情
四名女高中生實際上是魔法少女，保護人類免受外星生物的侵害。

## 角色
佐佐木琴音（Kotone Sasaki，聲：能登麻美子）
鈴原美沙（Misa Suzuhara，聲：田中理恵）
倉本艾麗卡（Erika Kuramoto，聲：川澄绫子）
新田由比（Yui Nitta，聲：茅野爱衣）

## 外部連結
- 互联网电影数据库（IMDb）上《絕對純白魔法少女》的资料（英文）
- 豆瓣电影上《絕對純白魔法少女》的資料 （简体中文）